# Archilema uelleburgensis
Archilema uelleburgensis är en fjärilsart som beskrevs av Embrik Strand 1912. Archilema uelleburgensis ingår i släktet Archilema och familjen björnspinnare. Inga underarter finns listade i Catalogue of Life.